# Classe João Coutinho
A Classe João Coutinho é um tipo de escoltador oceânico ao serviço da Marinha Portuguesa.
Esta classe foi projectada pelo engenheiro português Rogério d'Oliveira como um tipo de navio especialmente adaptado à atuação nas águas dos territórios ultramarinos portugueses, garantindo aí uma presença naval em defesa da soberania de Portugal. Para poderem ser construídos em alguma quantidade de modo a estarem presentes em todos estes territórios, era necessário que os navios fossem económicos e fáceis de manter. Estes navios seriam a versão moderna das canhoneiras do século XIX e dos avisos coloniais de 2ª classe da década de 1930. A Marinha Portuguesa classificou os navios da nova classe como corvetas, apesar da sua dimensão já os inserir na categoria das fragatas ligeiras e de terem recebido o prefixo F no seu número de amura.
Pela urgência da Marinha Portuguesa em ter os navios ao serviço, em virtude da Guerra do Ultramar, recorreu-se a estaleiros alemães e espanhóis para a construção da classe, sendo os navios lançados à água em 1970 e 1971.
De 1970 até 1975, os navios foram utilizados na função principal para a qual tinham sido projectados, atuando em missões de soberania e apoio de fogo nas águas de Angola, Guiné Portuguesa, Moçambique e Cabo Verde. Com a independência dos territórios ultramarinos, as corvetas passaram a ser utilizadas sobretudo em missões de vigilância, fiscalização, busca e salvamento nas águas de Portugal.
Dada a excepcional qualidade do projeto, a Classe João Coutinho deu origem a várias outras classes de navios, utilizados por várias marinhas: Classe Baptista de Andrade (Portugal), Classe Descubierta (Espanha, Egipto e Marrocos), Classe Espora (MEKO 140) (Argentina) e Classe D'Estienne d'Orves (A-69) (França, Argentina e Turquia).

## Unidades
| Nº de amurada | Nome                      | Estaleiro    | Comissão | Estado     |
| ------------- | ------------------------- | ------------ | -------- | ---------- |
| F 471         | NRP António Enes          | Bazán        | 1971     | Em serviço |
| F 475         | NRP João Coutinho         | Blohm + Voss | 1970     | Desativado |
| F 476         | NRP Jacinto Cândido       | Blohm + Voss | 1970     | Desativado |
| F 477         | NRP General Pereira d'Eça | Blohm + Voss | 1970     | Desativado |
| F 484         | NRP Augusto de Castilho   | Bazán        | 1970     | Desativado |
| F 485         | NRP Honório Barreto       | Bazán        | 1970     | Desativado |

## Cronologia
- A 1970-03-07 o NRP João Coutinho foi lançado à água.[1]
- A 2014-02-11 foi noticiado que a Marinha previa abater durante 2014 dois navios: o NRP João Coutinho e o NRP Afonso Cerqueira, na sequência da entrega do NRP Viana do Castelo e NRP Figueira da Foz.[2]

- A 2014-08-14 o NRP João Coutinho deu início à sua última missão, após 44 anos de serviço e tendo somado mais de 60 mil horas de navegação.[1]
- A 2017-02-03 foi noticiado que as forças armadas das Filipinas manifestaram interesse na aquisição das corvetas da classe João Coutinho, bem como da classe Baptista de Andrade.[3]